# Dolorosa con las manos juntas
Esta Dolorosa con las manos juntas está relacionada con la conocida como Dolorosa con las manos abiertas, y con el Ecce Homo pintados también por Tiziano (y que se encuentran ambos en el Prado) por encargo del emperador Carlos V. 

## Descripción
Esta pintura, junto con la otra Dolorosa, acompañó al emperador en su retiro en Yuste. Tras su paso por Monasterio de El Escorial ingresó en el Museo del Prado en 1839.
La pintura se encuentra en un estado de conservación precario, apreciándose a simple vista numerosas craqueladuras y desprendimientos de superficie pictórica. Se observan algunos arrepentimientos en la posición del velo, que en un principio se desplegaba sobre el rostro en un ángulo más abierto.